# Mokrsko
Mokrsko je malá vesnice, část obce Chotilsko v okrese Příbram ve Středočeském kraji. Na západním úbočí Veselého vrchu. V roce 2011 zde trvale žilo 33 obyvatel. Starý název obce, uveden v berní rule ze 17. století, je též Mokřko.

## Historie
První písemná zmínka o vesnici pochází z roku 1336.

## Přírodní poměry
Pod sousedním Veselým vrchem se nachází ložisko zlata.

## Obyvatelstvo
| Rok            | 1869 | 1880 | 1890 | 1900 | 1910 | 1921 | 1930 | 1950 | 1961 | 1970 | 1980 | 1991 | 2001 | 2011 | 2021 |
| -------------- | ---- | ---- | ---- | ---- | ---- | ---- | ---- | ---- | ---- | ---- | ---- | ---- | ---- | ---- | ---- |
| Počet obyvatel | 107  | 132  | 108  | 98   | 84   | 84   | 94   | 80   | 57   | 53   | 55   | 41   | 33   | 33   | 55   |
| Počet domů     | 19   | 21   | 20   | 21   | 21   | 21   | 22   | 22   | 22   | 15   | 16   | 26   | 25   | 27   | 33   |

## Obecní správa
Při sčítání lidu v letech 1850–1979 Mokrsko bylo osadou obce Prostřední Lhota, se kterým patřilo nejprve do okresu Příbram, ale v roce 1950 v okrese Dobříš a od roku 1960 opět v okrese Příbram. Od 1. ledna 1980 je částí obce Chotilsko v okrese Příbram.

## Pamětihodnosti
U rybníčku na okraji vsi se nachází kovový křížek na kamenném soklu.

## Galerie

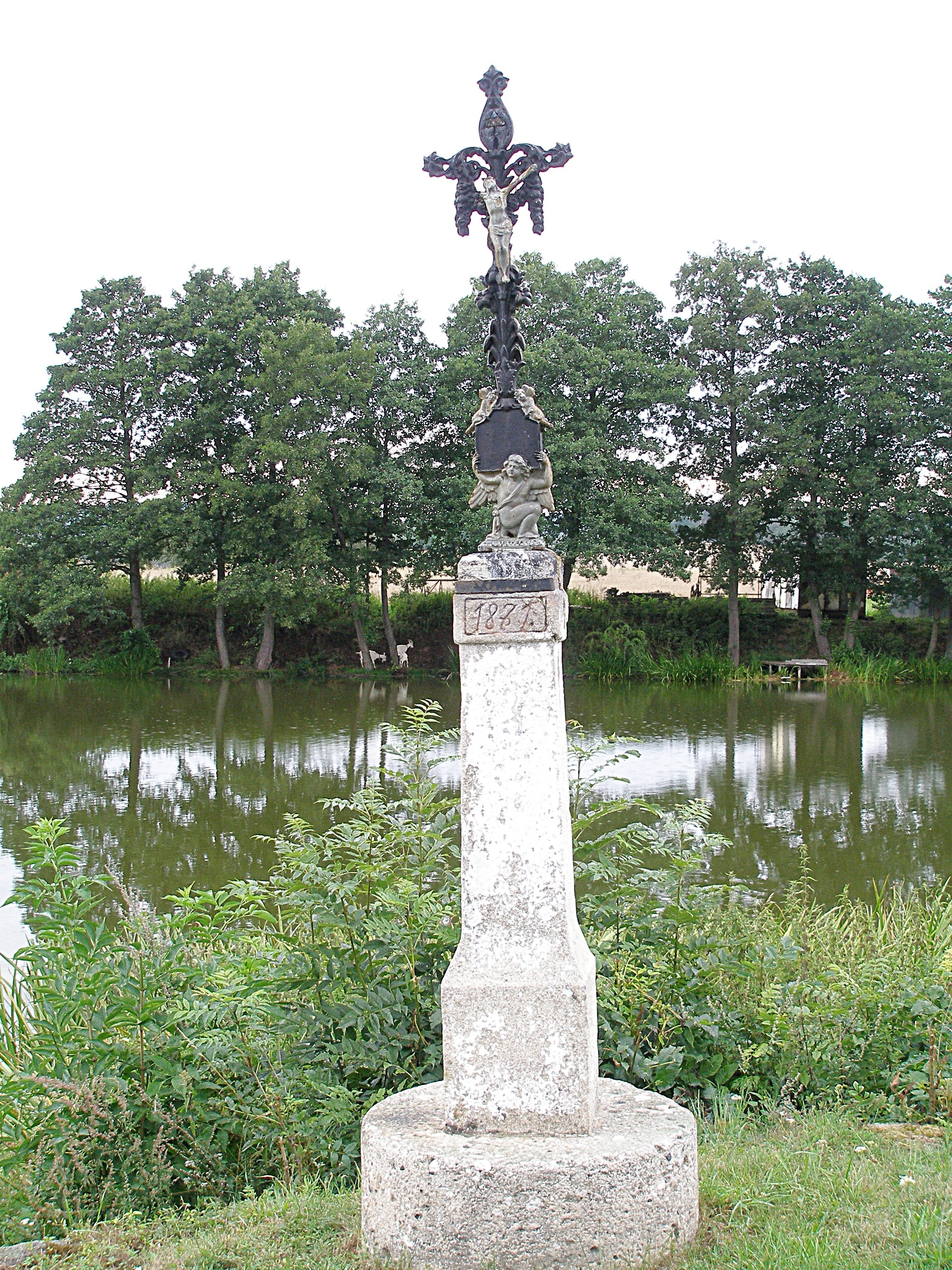
Křížek u rybníčku na okraji osady, ještě před poškozením vandaly
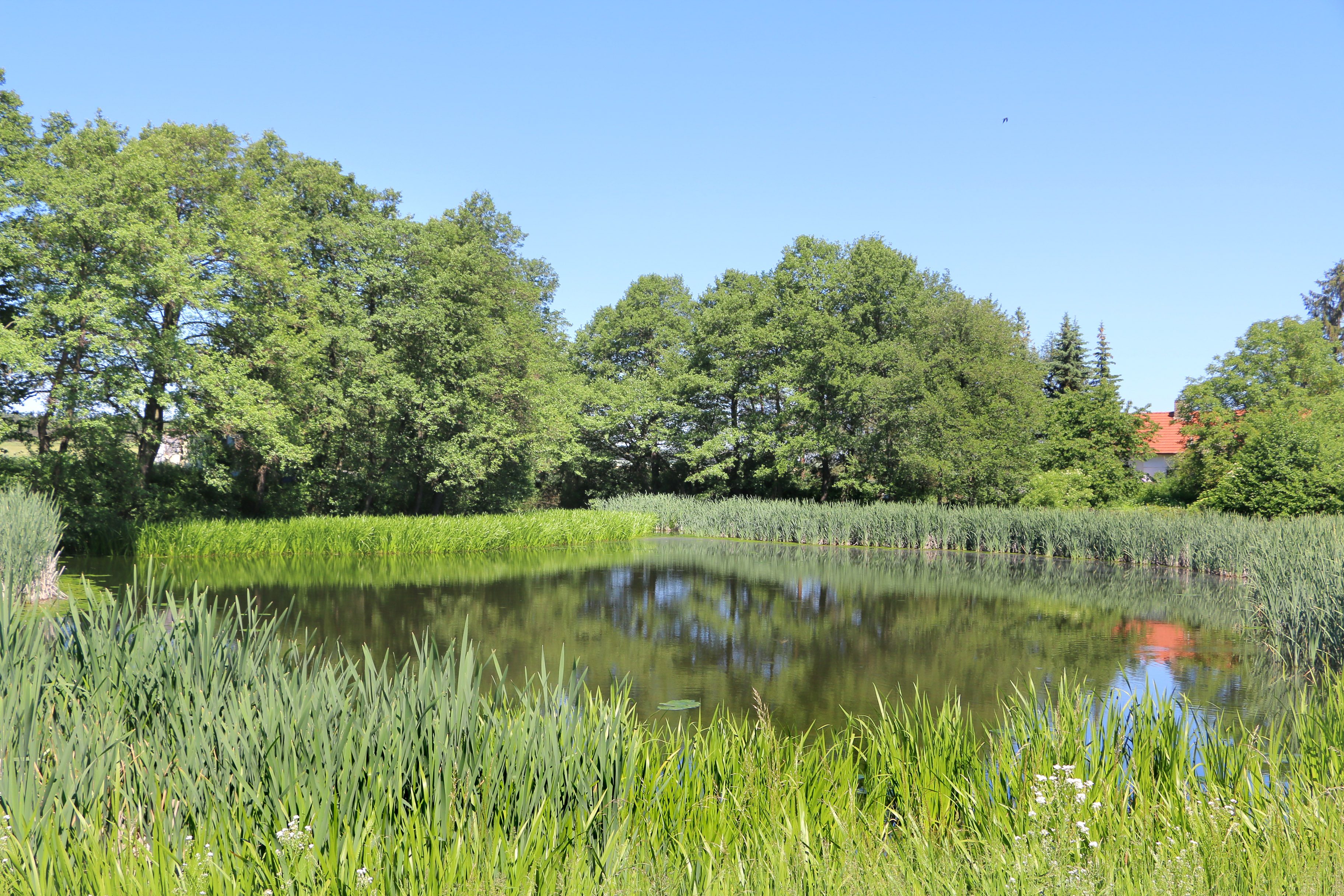
Rybník Kuchyňka
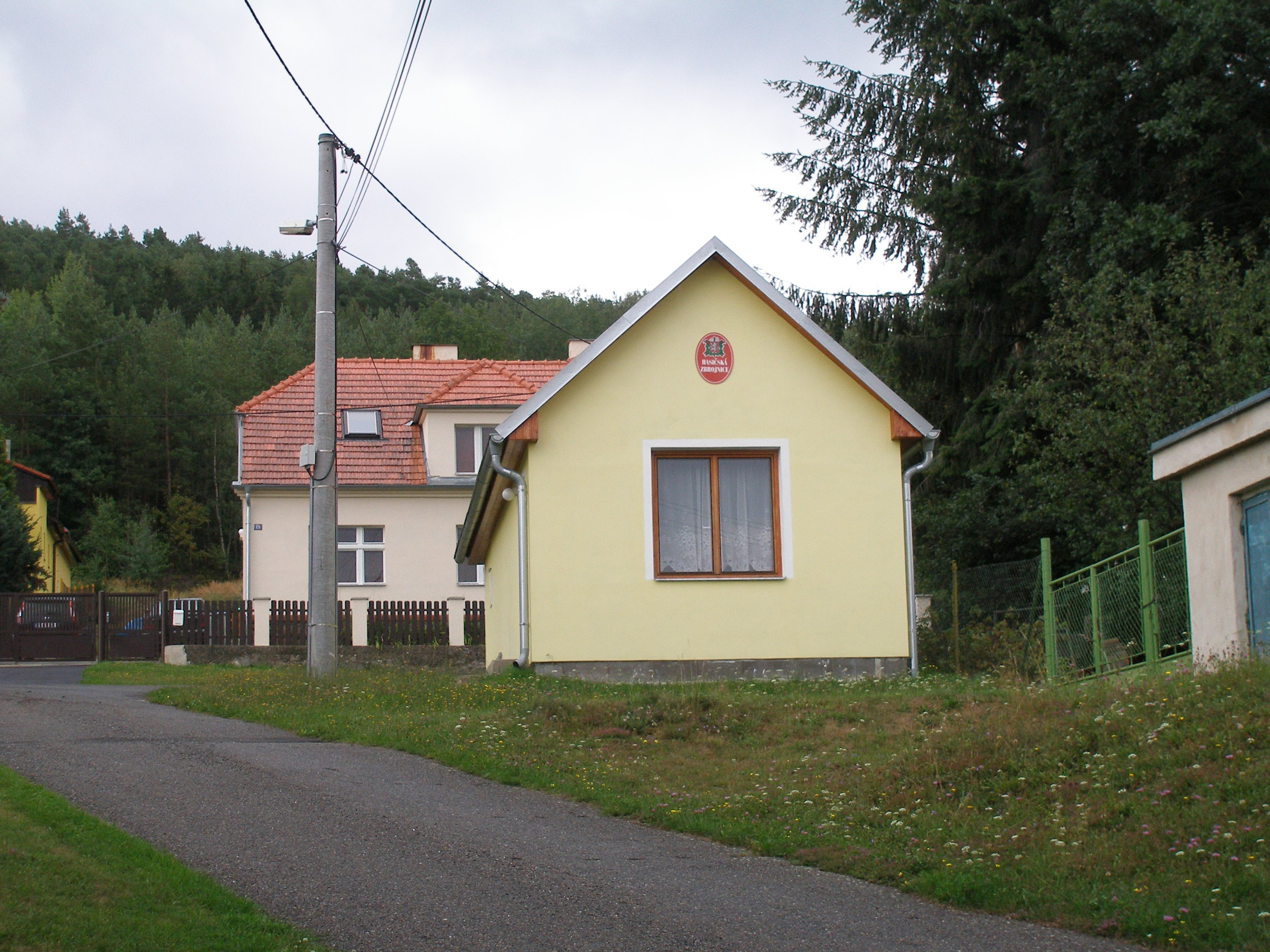
Hasičská zbrojnice
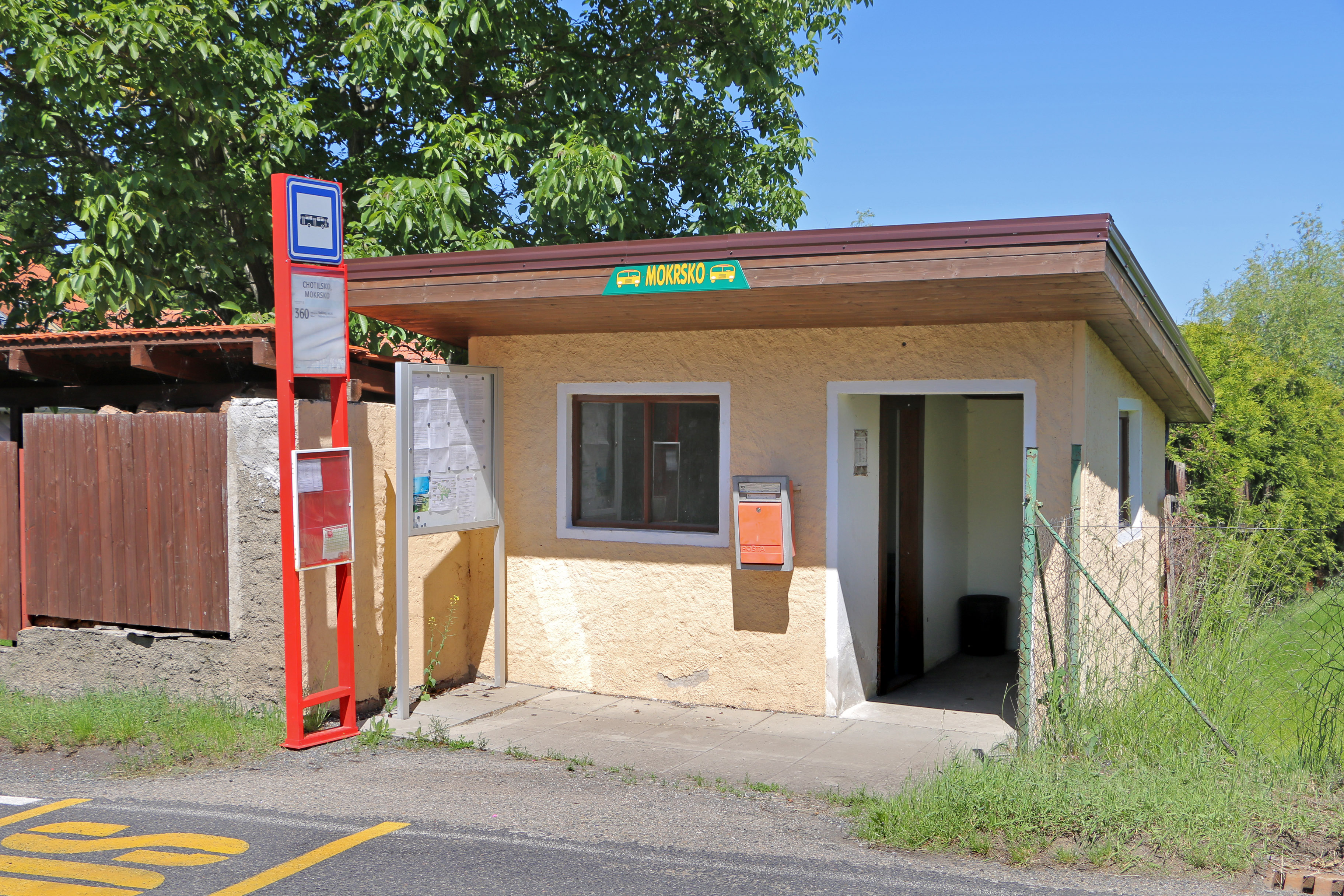
Zastávka